# ورونیکا مورال
ورونیکا مورال (متولد ورونیکا مورال؛ ۳۰ اوت ۱۹۷۸) یک هنرپیشه اسپانیایی است.
ورونیکا مورال در ۳۰ اوت ۱۹۷۸ در بورگوس به دنیا آمد. او تا سن ۸ سالگی در آنجا بزرگ شد تا اینکه او و خانواده اش به سن سباستین (باسک) نقل مکان کردند. او بازرگانی خوانده است.

## سریال تلویزیونی
- Goenkale (ETB 1)
- Jaun ta Jabe (ETB 1)
- El Show de (ETB 2)
- پردیس (ETB 2)
- Alquilados (ETB 2)
- Ciudad Sur (2001) (Antena 3)
- Policías, en el corazón de la calle (2001)، سرپوش. "Los últimos versos que yo escribo" Antena 3
- Compañeros (2002) (5 Capítulos) در نقش لورا (Antena 3)
- Tres son multitud (2003) در نقش ماریا (Telecinco)
- Qué vida más triste (2008) به عنوان خودش
- Locked Up (2016) در نقش هلنا مارتین (Antena 3)
- پردونام، ارشد (۲۰۱۷) در نقش مارتا سولر[۳]

## فیلم‌شناسی
- El colchón de Roberto Perez-Toledo, Corto (2015)
- Lejos del mar de Imanol Uribe، (۲۰۱۴) در نقش آسون
- La novia de Paula Ortiz، (۲۰۱۴) در نقش موچاچا ۲
- Una vez de María Guerra y Sonia Madrid، فیلم کوتاه (۲۰۱۴)

## موزیک ویدیو
- آلیس (۲۰۱۳)، آهنگ "Cantos de ocasión"

1. ↑  Martínez, María; Glez, Itxaso (November 16, 2010). "'Compré porque salía mejor pagar la hipoteca que alquilar'". El Mundo.
2. ↑  "Los personajes de 'Perdóname, señor'". telecinco (به اسپانیایی). 2017-05-10. Archived from the original on 26 August 2023. Retrieved 2020-05-16.
3. ↑  "'Perdóname, Señor' – estreno 24 de mayo en Telecinco". Audiovisual451. 23 May 2017.